# Brillebjørn
Brillebjørnen (Tremarctos ornatus)  er den eneste nulevende bjørneart i Sydamerika. Den er eneste tilbageværende i underfamilien Tremarctinae, der tillige indeholder en række uddøde syd- og nordamerikanske bjørnearter.   